# 일본 필하모니 교향악단

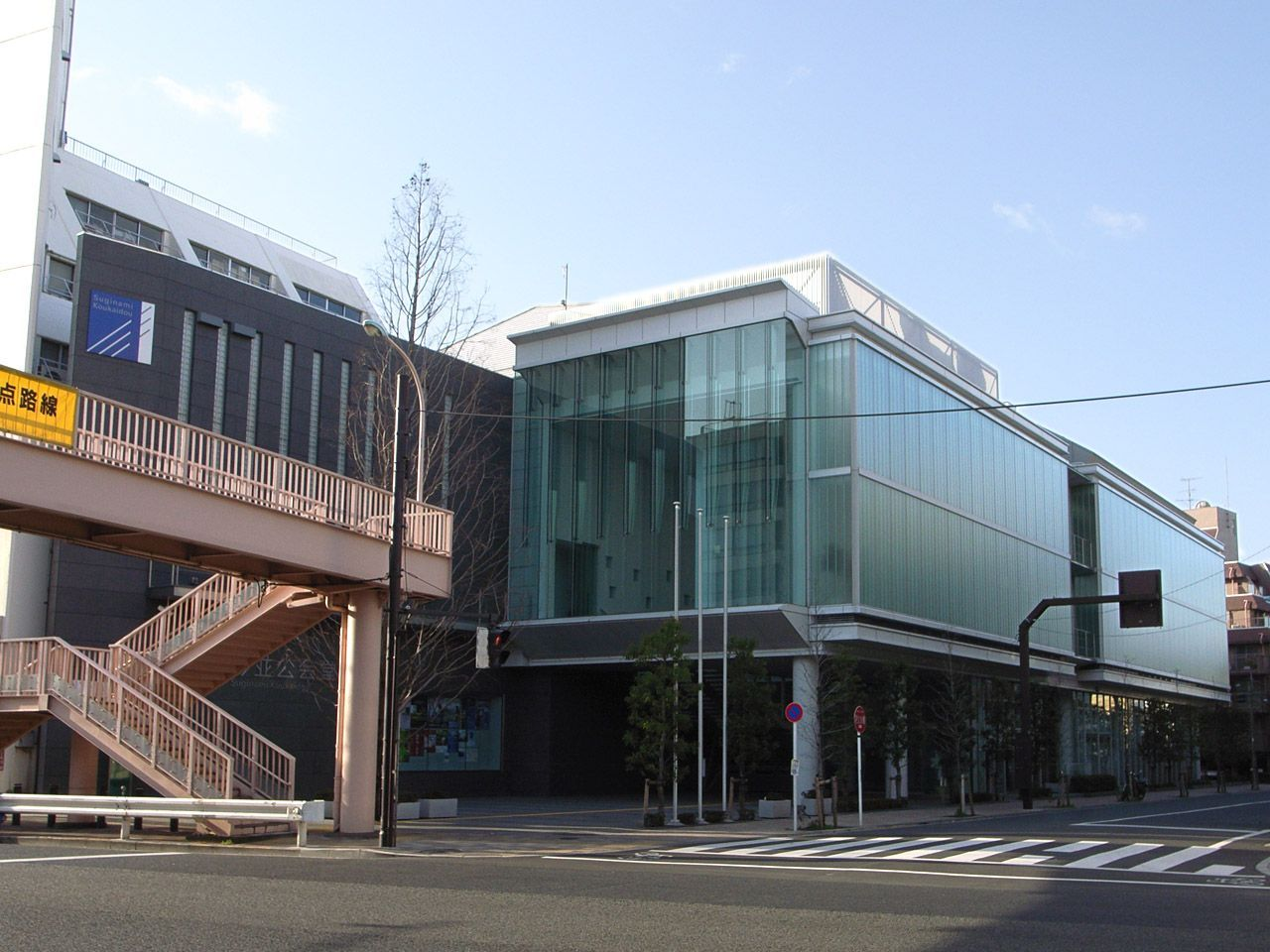

일본 필하모니 교향악단(일본어: 日本フィルハーモニー交響楽団, Japan Philharmonic Orchestra)은 일본의 관현악단이다. 1956년 6월에 문화방송(분카 호소)이 창단했고, 초대 음악 감독 겸 상임 지휘자로 와타나베 아키오를 초빙했다. 1959년에는 문화방송의 계열사인 후지 텔레비전이 창립되어 악단에 대한 지원이 강화되었고, 독일 풍의 중후한 연주에 치우쳤던 다른 일본 악단과 달리 명쾌하고 가벼운 느낌의 연주로 호평을 받았다.
방송사들의 후원에 힘입어 이고르 마르케비치나 샤를 뮌슈 등의 해외 유명 지휘자들을 객원으로 초빙하기도 했고, 해외에 유학/거주 중인 일본 작곡가들에게 작품을 위촉해 공연하는 '일본 필 시리즈' 도 개최해 일본 관현악곡의 창작열을 유도하기도 했다. 1962년에는 와타나베의 지휘로 시벨리우스의 교향곡 전집을 세계 최초로 녹음해 화제가 되기도 했으며, 1964년에는 미국과 캐나다에서 순회 공연을 개최했다. 이듬해에는 보스턴 교향악단과 단원 교환 협약을 체결해 상호 교류를 시작하기도 했고, 1968년에는 수석 지휘자로 오자와 세이지를 영입했다.
그러나 1972년 3월에 문화방송과 후지 텔레비전이 재정난을 이유로 일본 필에 대한 지원을 동시에 중단하면서 심각한 운영난에 빠지게 됐고, 그 해 6월 재단의 해체로 악단이 사실상 소멸되었다. 이러한 상황에서 단원들은 두 파로 갈라졌고, 오자와를 따르는 단원들은 신일본 필하모니 교향악단이라는 새로운 악단을 결성하기로 하고 퇴단했다. 남은 단원들은 자주 운영 방식으로 악단을 유지한다는 방침을 정했고, 음악 애호가들이 모여 '일본 필을 존속시키기 위한 모임(이듬해 일본 필 협회로 개칭)' 을 결성해 악단 재건에 필요한 예산을 지원했다.
이 때부터 일본 필은 단원들과 협회 회원들의 공동 출자로 운영하는 독립 악단이 되었으며, '시민과 함께 하는 오케스트라'라는 표어를 내걸고 1975년부터 가족 음악회와 어린이들을 위한 각종 음악 영재 교육 프로그램을 시작했다. 1978년에는 초대 상임 지휘자였던 와타나베가 다시 상임 지휘자로 취임해 악단 재건에 박차를 가했고, 1984년에는 이전의 후원사들이었던 문화방송과 후지 텔레비전이 거액의 합의금을 제공해 갈등 관계를 해소했다. 악단 재건에 이바지한 공로로 와타나베에게는 '창립 지휘자'라는 호칭이 주어졌고, 1987년 11월에는 단원들의 요청으로 음악 감독직도 겸임했다.
1985년부터는 재단 법인체가 되었고, 같은 해 고바야시 겐이치로의 지휘로 유럽 순회 공연을 개최해 화제가 되었다. 1989년부터는 '사람, 음악, 자연' 을 표어로 추가했고, 1990년에 와타나베의 타계로 공석이 된 상임 지휘자 직책은 고바야시가 이어받았다. 1995년 도쿄도 스기나미구와 프랜차이즈 협약을 맺고 다양한 교류 프로그램을 진행하고 있으며, 이듬해에는 일본 문화청의 특별 지원 사업인 '아트플랜 21' 의 후원 대상으로 선정되기도 했다.
2001년에는 창단 45주년 기념 시리즈로 시벨리우스 교향곡 전곡 연주회를 네메 예르비의 지휘로 개최했고, 2008년 9월부터는 알렉산드르 라자레프가 수석 지휘자로 활동하고 있다.
시즌당 12개의 프로그램으로 두 차례씩 개최하는 24회의 정기 연주회를 중심으로 매달 1회씩 금요일과 토요일에 진행하는 일본 필 회원 전용 음악회, 비시즌기인 7-8월에 개최하는 가족 음악회, 산토리홀 기획의 '파퓰러 콘서트', 요코하마 미나토 미라이홀에서 개최하는 '뮤직 포트 요코하마 시리즈', 사이타마 오미야 소닉 시티에서 개최하는 '소닉 시티 콘서트', 도쿄 예술극장에서 시즌당 4-5회 개최하는 부정기 음악회인 '도쿄 예술극장 일요 음악회', 연말의 베토벤 교향곡 제 9번 연주회 등 160여회의 연주회를 개최하고 있다.

## 역대 지휘자 목록
- 와타나베 아키오 (1956-1969 음악 감독 겸 상임 지휘자, 1978-1990 상임 지휘자, 1984- 창립 지휘자, 1987-1990 음악 감독)
- 오자와 세이지 (1968-1972 수석 지휘자)
- 고바야시 겐이치로 (1990-2004 상임 지휘자, 2004-2007 음악 감독, 계관 명예 지휘자)
- 알렉산데르 라자레프 (2008-2016/08 수석 지휘자, 2016/09 계관 지휘자 겸 예술고문)
- 에르빈 루카치 (1987-2006 객원 수석 지휘자, 2006- 명예 지휘자)
- 제임스 로프런 (1993-2006 객원 수석 지휘자, 2006- 명예 지휘자)
- 네메 예르비 (1995- 객원 수석 지휘자)
- 누마지리 류스케 (2003-2008 정지휘자)
- 이르지 벨로흘라베크 (1985/05-2009 수석 객원 지휘자)
- 피에타리 인키넨 (2016- 수석 지휘자)
- 야마다 가즈키 (정지휘자)
- 니시모토 도모미 (음악 파트너)

## 같이 보기
- 신일본 필하모니 교향악단